# Carlos Kalmar

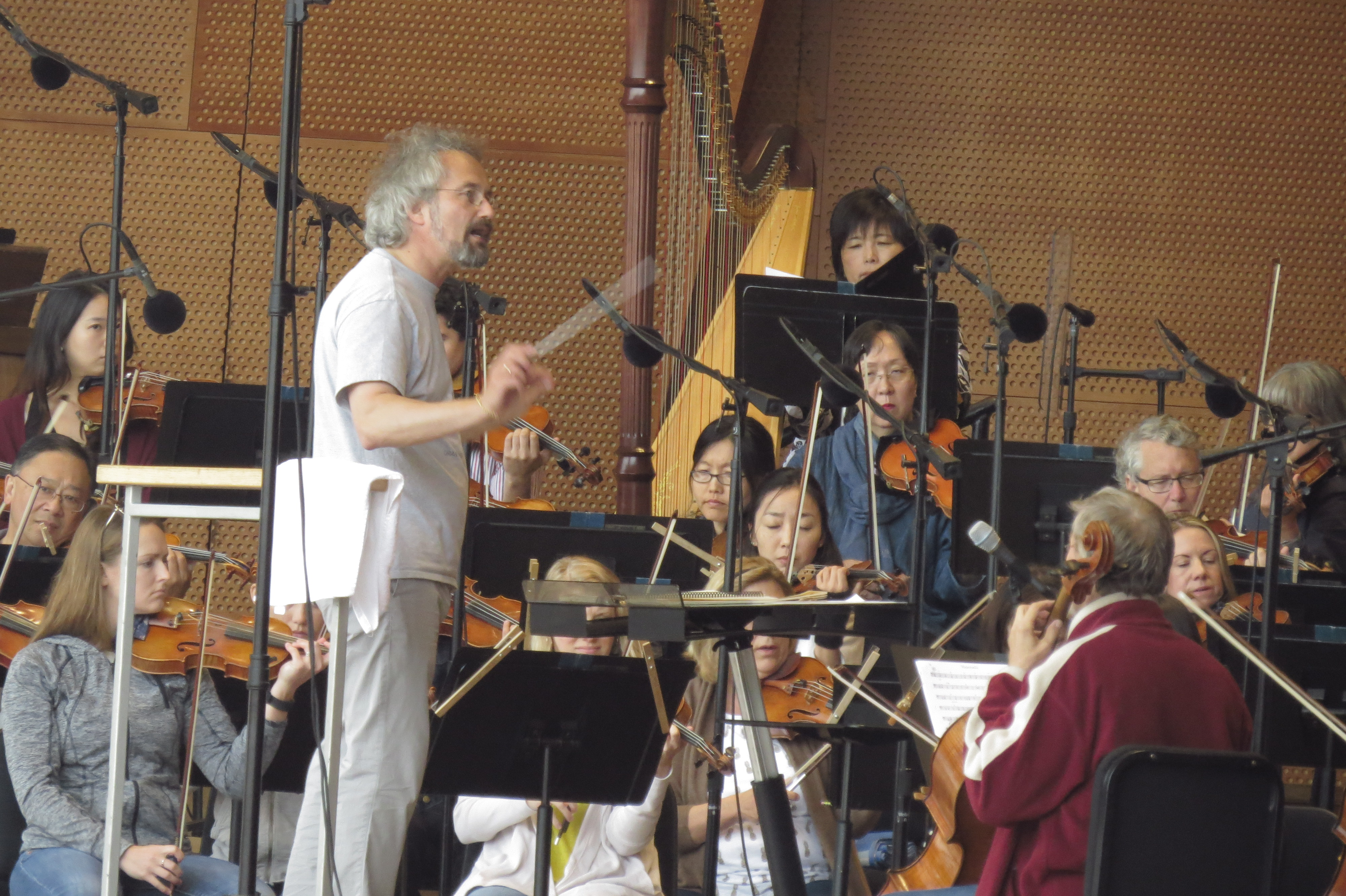
Carlos Kalmar (2015)

Carlos Kalmar (ur. 1958 w Montevideo) – urugwajski dyrygent austriackiego pochodzenia. Od 2003 jest dyrektorem muzycznym Orkiestry w Oregonie (Oregon Symphony) w Portland.
Naukę gry na skrzypcach rozpoczął w wieku sześciu lat. Mając piętnaście lat pobierał lekcje dyrygentury w wiedeńskiej Akademii Muzycznej, gdzie jego nauczycielem był Karl Österreicher. W 1984 zdobył pierwszą nagrodę w konkursie dyrygentury im. Hansa Swarowsky'ego w Wiedniu. 
W przeszłości Kalmar piastował stanowisko dyrektora muzycznego Orkiestry w Hamburgu (Hamburger Symphoniker), Orkiestry w Stuttgarcie oraz Teatru Anhaltckiego w Dessau-Roßlau.